# غرايم هيدلي
غرايم هيدلي (بالإنجليزية: Graeme Hedley)‏ هو لاعب كرة قدم ومدرب كرة قدم بريطاني، ولد في 1 مارس 1957 في Easington, County Durham ‏ في المملكة المتحدة. لعب مع دارلينجتون إف سى وشيفيلد وينزداي ونادي ميدلزبره ونادي هارتلبول يونايتد ونادي يورك سيتي.